# Il labirinto delle passioni
Il labirinto delle passioni (The Pleasure Garden), conosciuto in Italia anche con il titolo Il giardino del piacere, è un film muto del 1925 diretto da Alfred Hitchcock.

## Trama
Londra. Music-hall Pleasure Garden (Giardino del Piacere).
La narrazione comincia in un ambiente teatrale. La prima immagine del film è una scala a chiocciola che un gruppo di ballerine scende per accedere al palcoscenico.
Uomini ricchi e maturi in prima fila guardano compiaciuti. In soggettiva, dalla visione sfuocata di uno di questi spettatori, con l'aiuto di un binocolo, si passa all'inquadratura perfetta delle gambe delle ragazze danzanti.
Una di esse, Patsy, bionda per lavoro, è la protagonista. All'uscita dal teatro incontra una giovane aspirante ballerina, Jill, disperata perché è appena stata derubata del portafoglio contenente i soldi e una lettera di raccomandazione al direttore del teatro. 
Generosamente Patsy le offre ospitalità per la notte nella sua stanza in affitto e le promette di presentarla l'indomani al direttore. I coniugi affittacamere accolgono con cordialità le due ragazze e Jill fa la conoscenza anche di Cuddles, il simpatico cane, curioso e combinaguai, che le va a leccare i piedi, quando prima di dormire si inginocchia a recitare le preghiere.
Il giorno dopo Jill, in teatro, al rifiuto iniziale del direttore reagisce con astuzia: lo convince a vederla ballare promettendogli di mostrare una danza nuova e audace. Non solo si fa assumere ma riesce, con sicuro senso degli affari, ad ottenere anche un ottimo contratto di lavoro. Patsy si congratula con lei, senza gelosia.
Mentre Jill è assente, arriva il suo fidanzato Hugh, che la vuole salutare prima di partire per le piantagioni nelle colonie inglesi ai Tropici, in cui si dovrà trattenere per due anni. Trova ad accoglierlo l'imbarazzata Patsy, per giunta senza le calze da indossare, sottratte dal burlone Cuttles. Mentre il cane fa le feste al nuovo arrivato, Patsy entra all'improvviso nel salotto e inciampa nei due sdraiati a terra e cade rovinosamente. La buffa situazione predispone i due giovani a una reciproca simpatia.
Jill nel frattempo sta provando un nuovo costume di scena nell'appartamento lussuoso dell'impresario, di cui accetta volentieri la corte.
Patsy e Hugh pranzano insieme e sono raggiunti da un amico di lui, Levet, prossimo a partire come Hugh per le colonie. Insieme vanno ad assistere allo spettacolo di cui è protagonista Jill. Da un palco due eleganti ammiratori osservano compiaciuti la prima ballerina. In camerino uno di essi presenta i suoi omaggi e rivela di essere un principe russo. Jill è lusingata e trascura Hugh.
Patsy intanto è corteggiata da Levet e malgrado sia turbata da alcuni sinistri avvertimenti (l'abbaiare ostile di Cuddles, le ombre inquietanti che accompagnano il suo apparire, il cappello portasfortuna sul letto, la furia con cui cerca di strapparle un bacio) cede alle sue insistenze e accetta la proposta di matrimonio. Levet la bacia impetuosamente.
Il montaggio parallelo mostra intanto la carriera fortunata e i successi mondani di Jill: cena in un lussuoso ristorante con il principe, ritorna nella sua elegante casa e astutamente riesce a congedarlo senza concedergli niente, è libera così di ricevere subito dopo l'impresario Hamilton con cui ha già da tempo una relazione.
Il giorno del matrimonio di Levet e Patsy la pioggia scende a catinelle e la coppia è costretta, insieme ai testimoni, gli affettuosi affittacamere, ad avviarsi alla cerimonia tristemente con gli ombrelli.
Trascorrono una romantica luna di miele sul lago di Como.
Tutto appare perfetto, solo qualche dettaglio rabbuia la fronte di Patsy: la rosa, sgraziatamente gettata nelle acque del lago, la bambina ruvidamente allontanata, l'impazienza nervosa con cui Levet l'attende mentre prega la Madonna per la loro futura vita insieme, nella piazza del borgo pittoresco.
Patsy accompagna il marito ad imbarcarsi sulla nave diretta in Africa e si separa da lui.
La mano di Patsy ignara, che sventola il fazzoletto in segno di addio, diventa la mano della moglie indigena che altrettanto ignara accoglie con ingenua gioia il ritorno del suo uomo.
Nella capanna in cui convive con l'indigena Levet beve smodatamente e non risponde alle numerose lettere di Patsy; Hugh non ha notizie da Jill e casualmente vede su un giornale la fotografia di lei e del principe russo dei quali si annuncia l'imminente matrimonio.
Quando finalmente Patsy riceve una lettera dal marito, apprende che è malato. Decide perciò di raggiungerlo per prendersi cura di lui, ma non ha il denaro necessario. Chiede un prestito a Jill che glielo nega, accampando il pretesto delle spese per il matrimonio. In realtà ha il cassetto del secrétaire pieno di banconote che esibisce quando paga il sarto. Saranno i padroni di casa a privarsi dei loro risparmi per permetterle di pagare le spese per il viaggio.
Patsy si imbarca. Purtroppo l'incontro con il marito le riserva la più amara disillusione: nella capanna Levet ubriaco fradicio è in intimità con l'indigena. Ella disperata fugge da Hugh e lo trova gravemente malato.
Durante la sua assenza Levet approfitta del fatto che l'indigena si è tuffata in mare; la raggiunge e l'annega trattenendole con violenza la testa sott'acqua. Ancora il regista collega l'inquadratura della mano di Levet che dà la morte all'indigena a quella della mano soccorrevole di Patsy che accarezza la fronte di Hugh febbricitante.
Levet, perseguitato dal senso di colpa e dalle visioni allucinatorie della indigena che continuamente gli compare davanti agli occhi, roso dalla gelosia vedendo l'intesa fra Patsy e Hugh, vuole uccidere con una scimitarra Patsy ma è inaspettatamente fermato da un colpo di pistola. Il medico del villaggio, avvisato da Hugh, è provvidenzialmente intervenuto a salvarla.
Ormai non ci sono più ostacoli all'amore fra Patsy e Hugh.
Il loro ritorno a casa è festeggiato da Cuddles, a cui Hugh era sempre stato simpatico, e dai padroni di casa.
Il film si conclude con l'ultima birichinata di Cuddles: gioca con il filo elettrico aggrovigliandolo e impedisce al padrone di sentire la musica alla radio.

## Produzione
Si tratta del primo film diretto da Hitchcock.
Michael Balcon in co-produzione con Erich Pommer voleva produrre due film anglo-tedeschi per la Gainsborough-Emelka e decise di affidare al giovane Hitchcock la regia di uno di essi. Il cinema muto inglese stava attraversando una fase critica, il pubblico preferiva i film americani e gli studi cinematografici avevano bisogno di nuovi talenti. Hitchcock aveva fatto un buon apprendistato come aiuto di Graham Cutts e, malgrado ci fossero rischi, valeva la pena puntare sul giovane assistente.

### Soggetto
Il soggetto è tratto da un romanzo di Oliver Sandys, pseudonimo della scrittrice Marguerite Florence Laura Jervis.

### Riprese
Nel giugno del 1925 Hitchcock con la fidanzata Alma Reville, aiutoregista e segretaria di edizione e il barone Gaetano Ventimiglia, direttore della fotografia, partirono per Monaco, diretti agli Emelka Studios (in seguito, saranno denominati dal 1938 Bavaria Film) per girare gli interni. Si sarebbero poi spostati a Genova per girare al porto la partenza di una nave, ad Alassio il bagno in mare dell'indigena e sul Lago di Como, nel fronte lago della frazione di Coatesa, presso Nesso, a 20 km. da Como, la luna di miele e le scene d'amore.
Alla fine dell'estate del 1925 le riprese del film erano ultimate.

### Cast
Balcon aveva ingaggiato, nel ruolo dei protagonisti, dei divi americani: Miles Mander, il marito traditore, Virginia Valli, la bruna Patsy, e Carmelita Geraghty, la bionda Jill. Nella parte dell'indigena recitò un'altra diva americana, Nita Naldi, amica della Valli, scritturata nel corso delle riprese, per abbandono dell'attrice a cui era stata destinata la parte. A lei la produzione promise la parte della protagonista nel film successivo di Hitchcock L'aquila della montagna.

### Prima
Il film uscì in Germania il 3 novembre 1925.
La prima a Londra si ebbe soltanto il 14 gennaio 1927, dopo un mese dall'uscita di Il pensionante.

### Pellicola restaurata
Dopo tre anni di restauro ad opera del British Film Institute (BFI), il festival Lumière ha mostrato nell'ottobre 2012, una versione completa di The pleasure garden. Il film esisteva in due diverse versioni; questa nuova versione porta la durata della pellicola da 1h15 a 1h30.

## Vicissitudini "da incubo" di Hitchcock e della troupe
Durante lo svolgimento (8 giugno 2025) della 8ª edizione del premio "Quiliano Cinema" nell'omonima località del savonese, organizzata dal critico Steve della Casa,  Luciano Carlino, Cristina Bolla per la  Liguria Film Commission  a 100 anni di distanza, si è parlato sul primo film del maestro Hitchcock (all'epoca uno sconosciuto agli esordi) che fu girato nel ponente ligure, ad Alassio per risparmiare sul budget e spacciata per località caraibica.
Il film ebbe parecchi episodi travagliati che non lasciarono un bel ricordo da parte di Hitchcock su queste località.
Questi episodi sono emersi molti anni dopo dall'incontro confidenziale fra Hitchcock e Truffaut, nel 1962 (descritto poi nel libro del regista francese "Il cinema secondo Hitchcock")

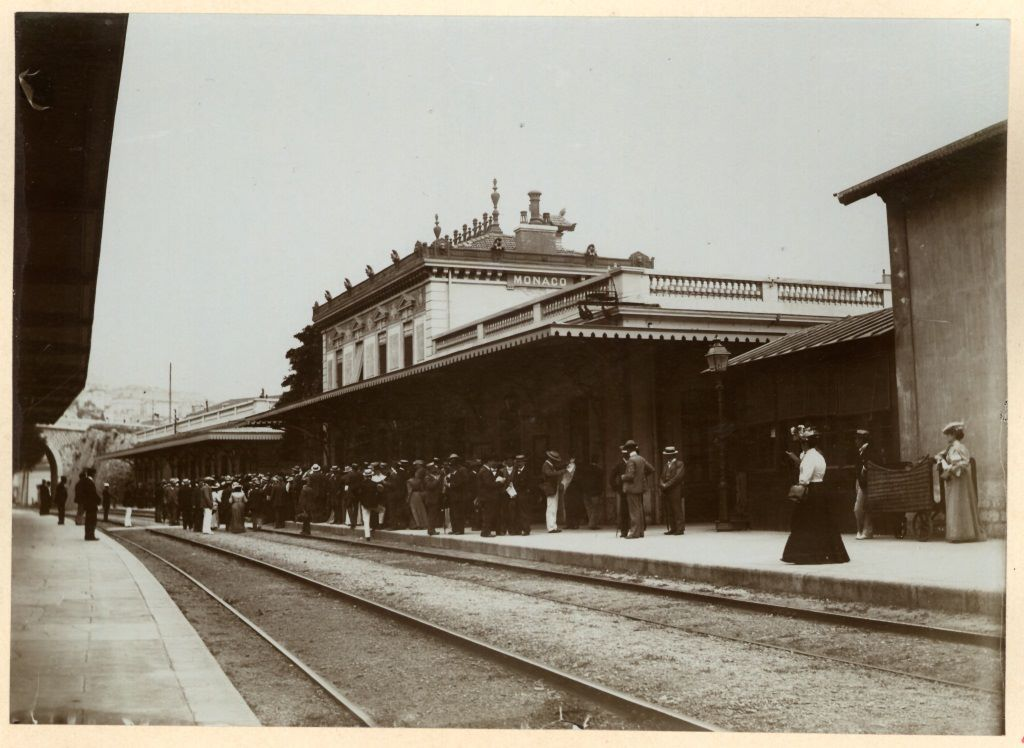
La vecchia stazione di Montecarlo inaugurata nel 1868 e dismessa nel 1999 in una foto di Mario Gabinio probabilmente del 1901

Il primo fu all'inizio: il futuro e celebre maestro si trovava nella stazione del Principato di Monaco, all'epoca (molto prima dei futuri lavori del prince bâtisseur Ranieri III) ubicata dietro il casinò nella zona dove ora sorge il lussuoso cinquestelle '"Fairmont". 
Erano le 19.40 del 6 giugno 1925 ed era atteso il treno per Genova. L'attore Mander si accorse di aver dimenticato sul taxi la valigia porta trucchi. Riuscì in tempo a riprendere il treno, dopo un'estenuante corsa, afferrandolo per un corrimano (da ricordare che tutti i treni allora non avevano chiusure automatiche di sicurezza né scalini retrattili interni) fra i richiami e le ammonizioni dei ferrovieri presenti.
Il secondo episodio avvenne quando, dal Brennero verso Genova, i doganieri sequestrarono 3 mila metri di pellicola non dichiarata. La cinepresa di Hitchcock  fu salvata perché nascosta nella cuccetta del treno-letti. A bordo c'era anche il direttore di fotografia, Gaetano Ventimiglia (lavorava nei cinegiornali in uso in epoca pre-televisiva), filma una nave e una ragazza scelta poi nel ruolo di indigena (nella finzione acque spacciate per Caraibi) che si buttava in acqua
ad Alassio. 

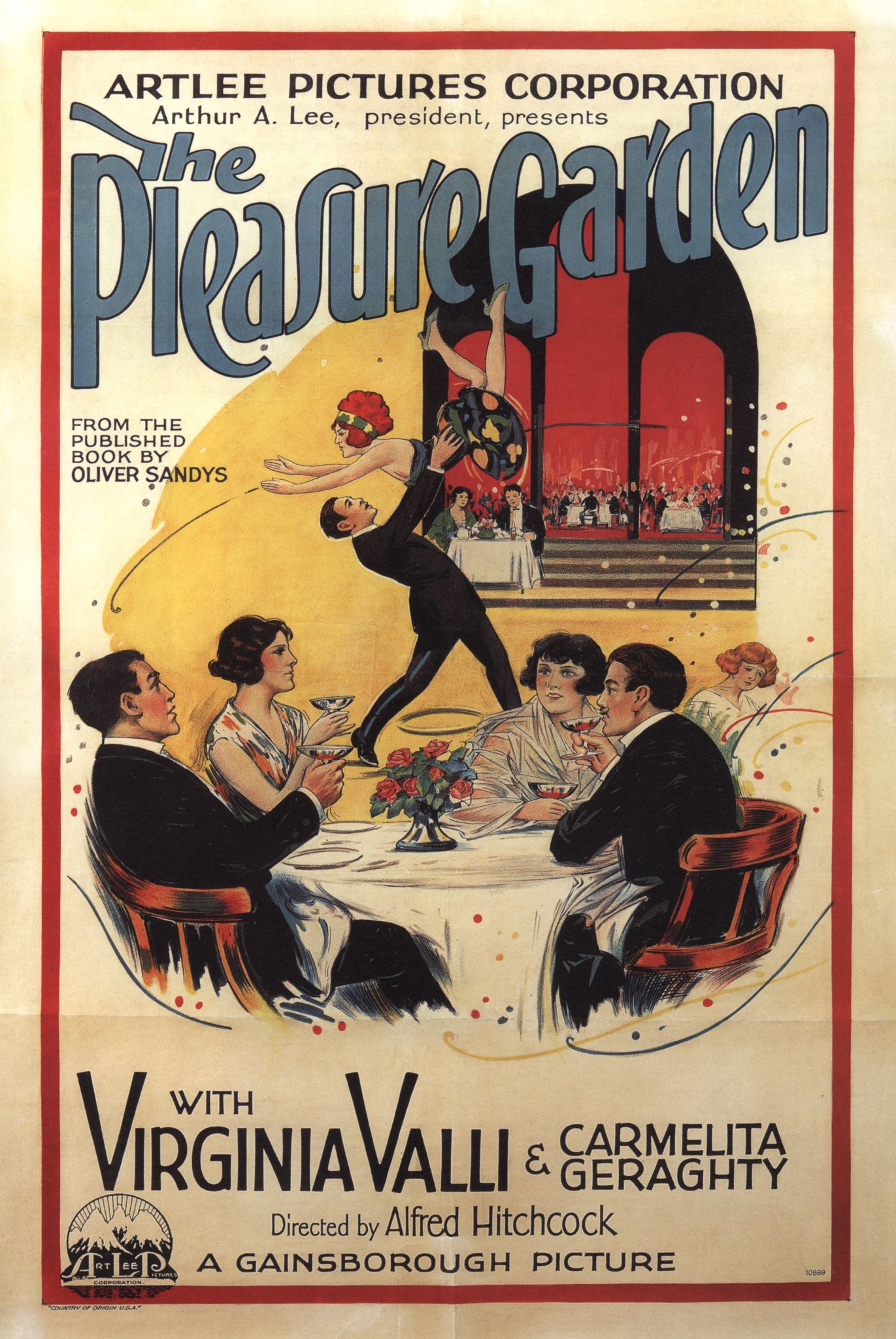
La locandina del film del 1925 di Hitchcock

Il 9 giugno 1925 Hitchcock si accorse che gli erano state sottratte, a Genova in area portuale, 10 mila lire. 

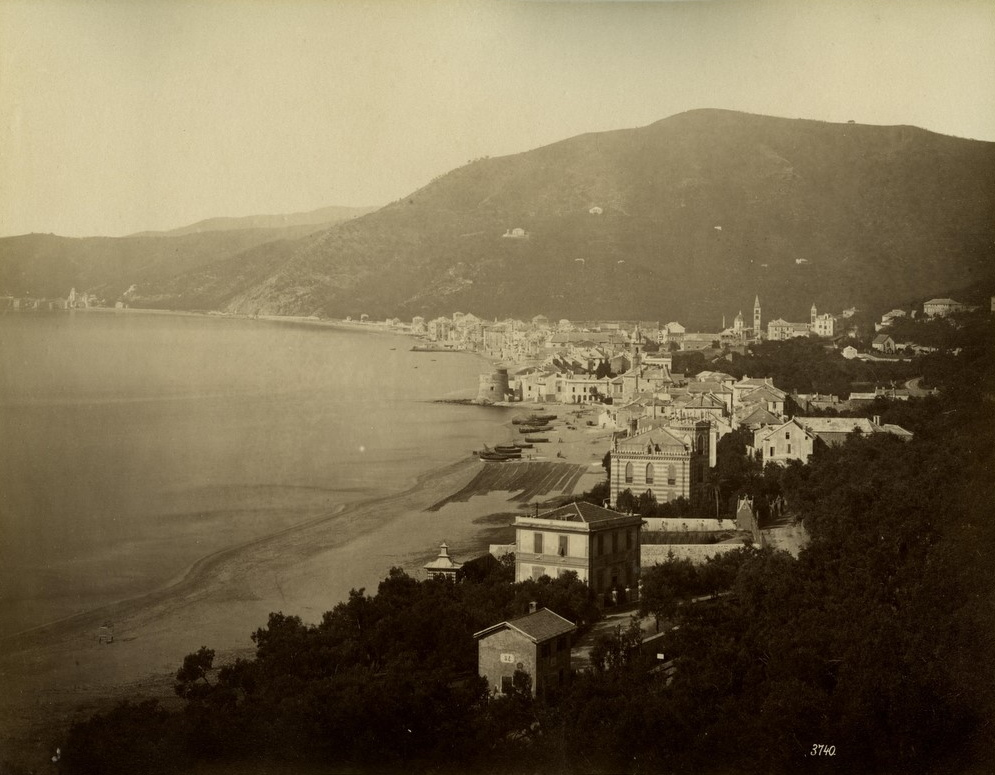
Alassio fotografata da Alfred Noack (1833-1895) probabilmente verso il 1880

Si aggiunsero i problemi per la protagonista femminile tedesca con le mestruazioni: non si sentì disponibile per le riprese. Venne sostituita da una cameriera del Grand hotel di Alassio, affacciato sul mare (fu chiuso, abbandonato poi ristrutturato e infine tornato ai fasti del passato). La scena filmata al mare mostra Level ubriaco strangolare "l'indigena"; fu ripresa il 10 giugno 1925. Si avvicinò una donna, Ebe Bonavia, nata nel 1903, turista curiosa, a vedere le riprese e venne inclusa nel film.
Un'altra ragazza, scelta per le riprese, risultò troppo grassa. L'attore, che doveva portarla fra le braccia, era impossibilitato fisicamente a farlo. Chi assisteva, ricorda Hitchcock a Truffaut, non si trattenne dalle risa; una situazione imbarazzante per i protagonisti: anche se il film è muto, si sa che contava molto in questo antico genere di film la gestualità. Alla fine riuscì con fatica e dolore a reggerla ma la ripresa viene rovinata dal passaggio di una signora locale, molto anziana, che si trovava sulla spiaggia per raccogliere delle conchiglie.

## Accoglienza
Quando fu proiettato a Balcon, egli dichiarò che gli sembrava un film americano e dunque lo considerava facilmente commerciabile. Affidò ad Hitchcock la regia anche del secondo film anglo-tedesco L'aquila della montagna per l'autunno 1925.
Balcon organizzò una proiezione del film per la stampa e gli esercenti nel marzo 1926 e i commenti furono del tutto favorevoli. Hitchcock con orgoglio ricorda che il London Daily Express uscì con un titolo che lo definiva "Un giovane con l'intelligenza di un maestro".
Il film tuttavia non piacque al finanziatore della casa produttrice C.M.Woolf che ne bloccò la distribuzione.

## Analisi

### Il melodramma
La storia presentata ha tutte le caratteristiche del feuilleton ma l'abilità del giovanissimo Hitchcock (all'epoca aveva venticinque anni) nobilita il melodramma.
Apprezzate dai critici furono le scene romantiche della luna di miele di Patsy sul Lago di Como e i momenti esotici della parte finale.

### Tecnica cinematografica
Dai registi tedeschi aveva imparato a creare un'atmosfera con le luci e le ombre utilizzando un'illuminazione fortemente contrastata, angolature e ombreggiature particolari.
I critici notano influssi da Fritz Lang e da David Wark Griffith

### Temi
- il teatro

La prima inquadratura del film si apre sul boccascena del teatro, una scala a chiocciola è ripresa dall'alto comunicando un senso di vertigine. Contemporaneamente sono inquadrate dal basso le gambe delle ballerine che stanno scendendo. 
- l'occhio-cinema

Uno degli uomini che assiste allo spettacolo osserva con il binocolo e lo spettatore guarda in soggettiva attraverso la lente che da sfuocata va facendosi nitida.
Il tocco personale del regista appare subito dalla sequenza iniziale. Ci sono già le tematiche che renderanno Hitchcock inconfondibile: il teatro e il tema della visione.
(Bill Krohn, Hitchcock, pag. 8.)
- la finzione

Immediatamente successivo appare il tema della finzione, elemento essenziale dello spettacolo. Il gentiluomo-spettatore chiede di conoscere la ballerina, catturato dalla bionda capigliatura. Lei abilmente si sottrae al corteggiamento: sfila la parrucca mostrando i neri capelli naturali, e, con una battuta canzonatoria "Sono certa che voi due starete molto bene insieme", gliela consegna.

### Umorismo
Onnipresente è l'umorismo che aiuta a stemperare la serietà melodrammatica dell'opera, carattere distintivo della produzione migliore del maestro.
Episodi divertenti hanno per protagonista il cagnolino degli affittacamere.